# Aile du Midi

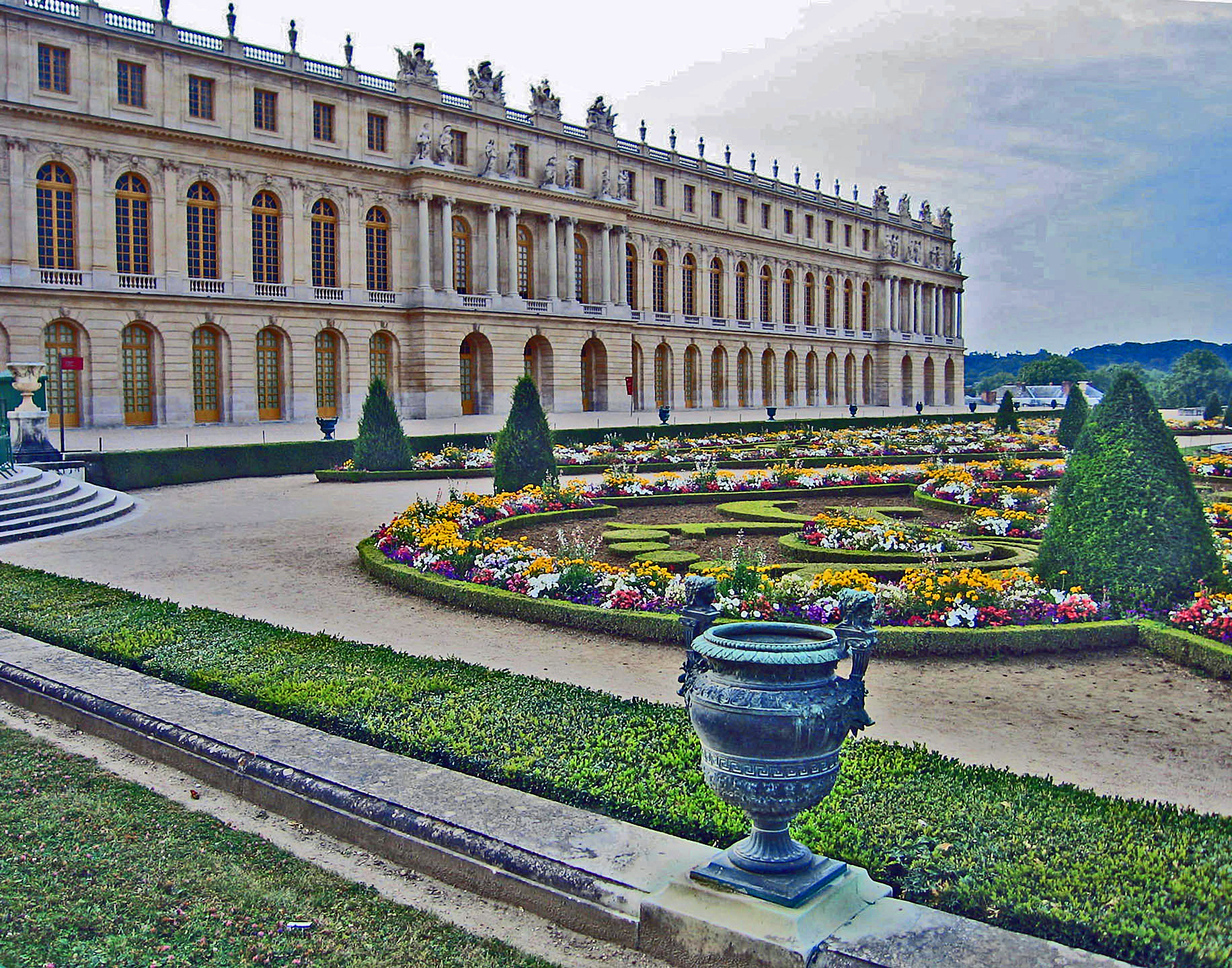
La façade côté jardin (à l'ouest) de l'aile du Midi, donnant sur le parterre du Midi au premier plan.

L'aile du Midi est une partie du château de Versailles, en France. Elle doit son nom à sa situation, au sud du corps central.
Construite entre 1679 et 1681 en suivant les plans de Jules Hardouin-Mansart, elle précède d'une décennie l'aile du Nord, d'où son premier surnom d'« aisle vieille ». Comme l'aile comprenait aux XVIIe siècle et XVIIIe siècle les logements des enfants royaux, on l'appela ensuite l'« aile des Princes ». Depuis le XIXe siècle, l'aile abrite une partie importante du musée de l'Histoire de France (notamment la galerie des Batailles), ainsi que la salle du Congrès.

## Façades et élévation
L'aile du Midi est composée de deux longs corps de bâtiment parallèles s'étalant du nord au sud sur 150 m de long, le principal côté jardin, le plus modeste côté rue, séparés par trois cours : la cour de la Bouche au nord, la cour du Grand Degré au milieu (appelée aussi cour du Grand Escalier, ou auparavant la cour de la Bouche de la reine, elle n'existe plus) et la cour de l'Apothicairerie au sud. Ces cours sont séparés par des pavillons, qui font la liaison entre le bâtiment côté jardin et celui côté rue : du nord au sud les pavillons d'Orléans, de la Bouche du roi, de la Bouche de la reine et de la Surintendance (renommé ensuite le pavillon de Provence).
Côté jardin (vers l'ouest), le bâtiment reprend l'élévation et le style du corps central, en pierre de Saint-Leu blonde, l'ensemble étant de style classique italien. La façade est composée de 34 travées, rythmée par trois avant-corps avec chacun huit colonnes. Chaque travée du rez-de-jardin a une porte-fenêtre cintrée ; les hautes fenêtres cintrées du premier étage (appelé « principal étage ») sont séparées par des pilastres, surmontées par une corniche ; le deuxième étage forme l'attique avec le même alignement mais des fenêtres plus petites et rectangulaires, avec au-dessus une balustrade (portant des trophées et des pots) cachant un toit à pente très faible couvert de plaques de plomb.

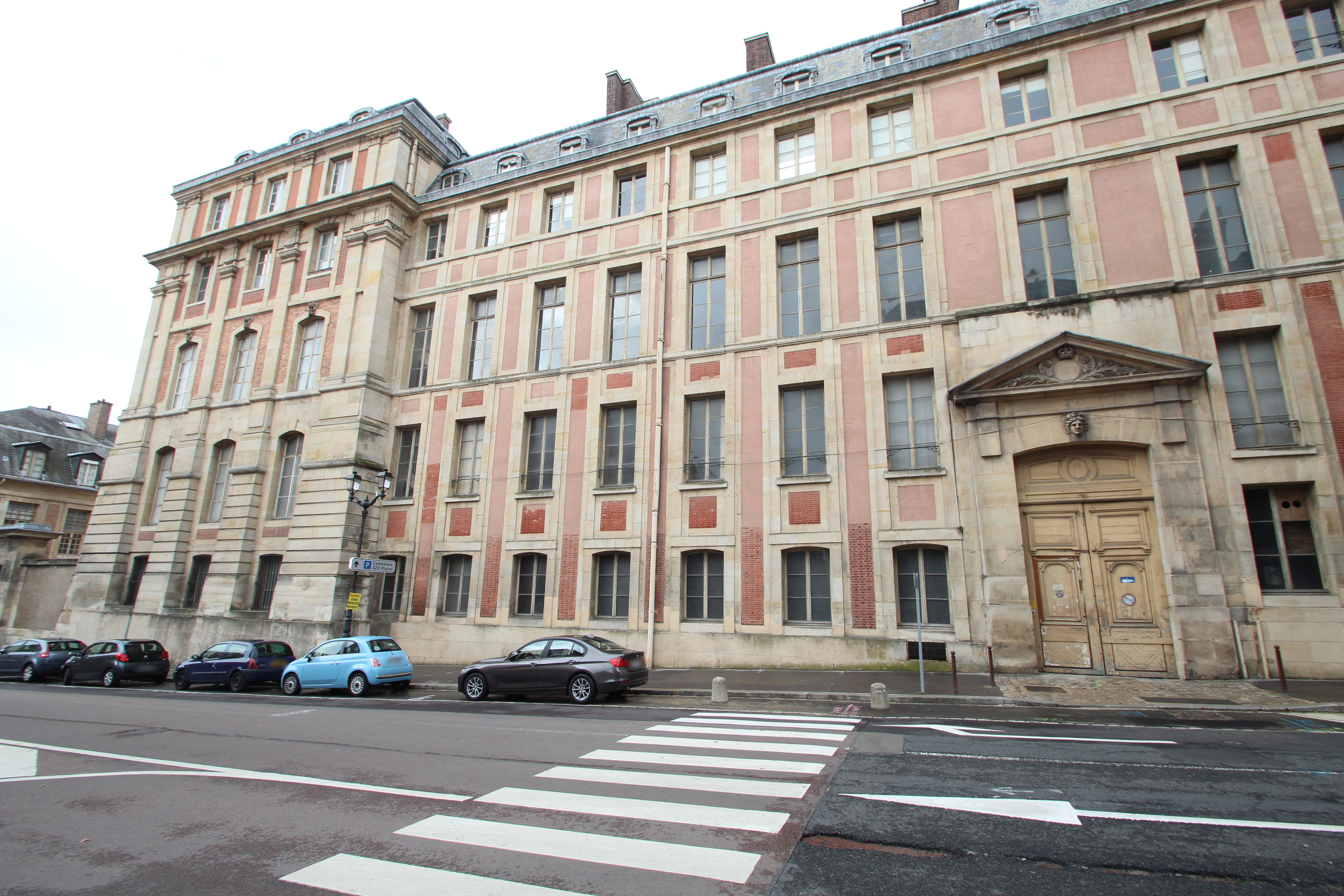
La façade côté rue (à l'est) de l'aile du Midi, avec à gauche le pavillon de Provence et à droite la porte donnant sur la cour de l'Apothicairerie.

Côté rue (la rue de l'Indépendance-Américaine, anciennement rue de la Surintendance), la façade est différente, avec les entours des fenêtres en blanc et les murs en rose foncé, imitant l'alternance de pierre calcaire et de briques rougeâtres du corps central côté cour, le tout surmonté d'une toiture d'ardoise (l'ensemble de style baroque français). Les trois avant-corps ont des contreforts au rez-de-chaussée, chaque cour ayant une porte cochère donnant sur la rue. Le relief de l'ancienne colline rajoute un niveau : il y a donc le rez-de-chaussée (ou rez-de-cour) correspondant au sous-sol côté jardin, un étage correspondant au rez-de-jardin, le principal étage (ici un deuxième) et un dernier étage mansardé correspondant à l'attique.

## Fonctions
Sous Louis XIV et Louis XV, le bâtiment côté jardin sert au logement des princes royaux (fils et petits-fils de France) : 
- en 1732, le principal étage est occupée du nord au sud par les appartements respectifs du duc d'Orléans (le fils du Régent), de la duchesse d'Orléans (bâtarde de Louis XIV et veuve du Régent), du dauphin Louis (fils aîné de Louis XV) et de ses sœurs Adélaïde, Élisabeth, Henriette et Marie-Louise, pour terminer avec leurs gouvernantes les duchesses de Ventadour et de Tallard ;

- pour le rez-de-jardin, on a successivement les appartements de la duchesse et du duc de Bourbon (Condé, mari de la précédente), de mademoiselle de Charolais (sœur de Condé), de la douairière de Conti (bâtarde de Louis XIV) et de la duchesse de Bourbon (une autre bâtarde du Roi-Soleil)[4].
- L'attique ainsi que les étages des corps de bâtiments côté rue sont partagés en logements pour des courtisans et une partie de leurs domestiques, les appartements de l'étage noble étant réservé à des ducs et comtes bien en cour.
- Le rez-de-cour est occupé par les offices (les cuisines, lavoirs, celliers, fourrières, etc.) des différentes maisons (du roi, de la reine, des ducs, etc.), avec des caves sous les pavillons. Une galerie par étage dessert les différentes pièces ; à voûte d'arêtes, il y a la galerie des fourrières (en rez-de-cour), la galerie de pierre basse (au rez-de-jardin) et la galerie de pierre haute (au principal étage, anciennement « galerie des Princes »). À l'extrémité nord, l'escalier des Princes permet de communiquer entre les étages, auquel se rajoutent des escaliers plus modestes dans chaque pavillon, ainsi que les petits desservant dans chaque appartement son entresol.

Sous Louis XVI, en 1787, l'extrémité sud est remaniée pour devenir le pavillon du comte de Provence, avec notamment un vestibule au rez-de-chaussée et un grand escalier reliant tous les étages jusqu'à l'attique (l'escalier de Monsieur, ou escalier de Provence). La cour entre la rue et la Petite Orangerie devient la cour de Monsieur (aujourd'hui la cour de Provence), tandis que l'ancien hôtel de la Surintendance des Bâtiments devient le commun de Monsieur.
Sous le règne de Louis-Philippe, tous les appartements du principal étage ainsi que les galetas du dernier, côté jardin, sont détruits pour aménager la galerie des Batailles (118,8 m de long, 12,63 m de large et 13 de haut : c'est la plus vaste pièce du château) et la salle de 1830 (19 m × 10 m × 10,2 m), les galeries de pierre sont garnies de bustes de personnages historiques, tandis qu'une partie de l'attique du Midi et treize salles du rez-de-jardin sont réaménagées pour devenir la partie du musée de l'Histoire de France consacrée essentiellement au Premier Empire (les grands formats au rez-de-jardin, les portraits dans l'attique). L'inauguration a lieu le 10 juin 1837. Les deux bâtiments intermédiaires séparant les cours sont rasés, ainsi que tous les entresols, ne laissant que deux pavillons, celui de Provence au sud et celui d'Orléans au nord.

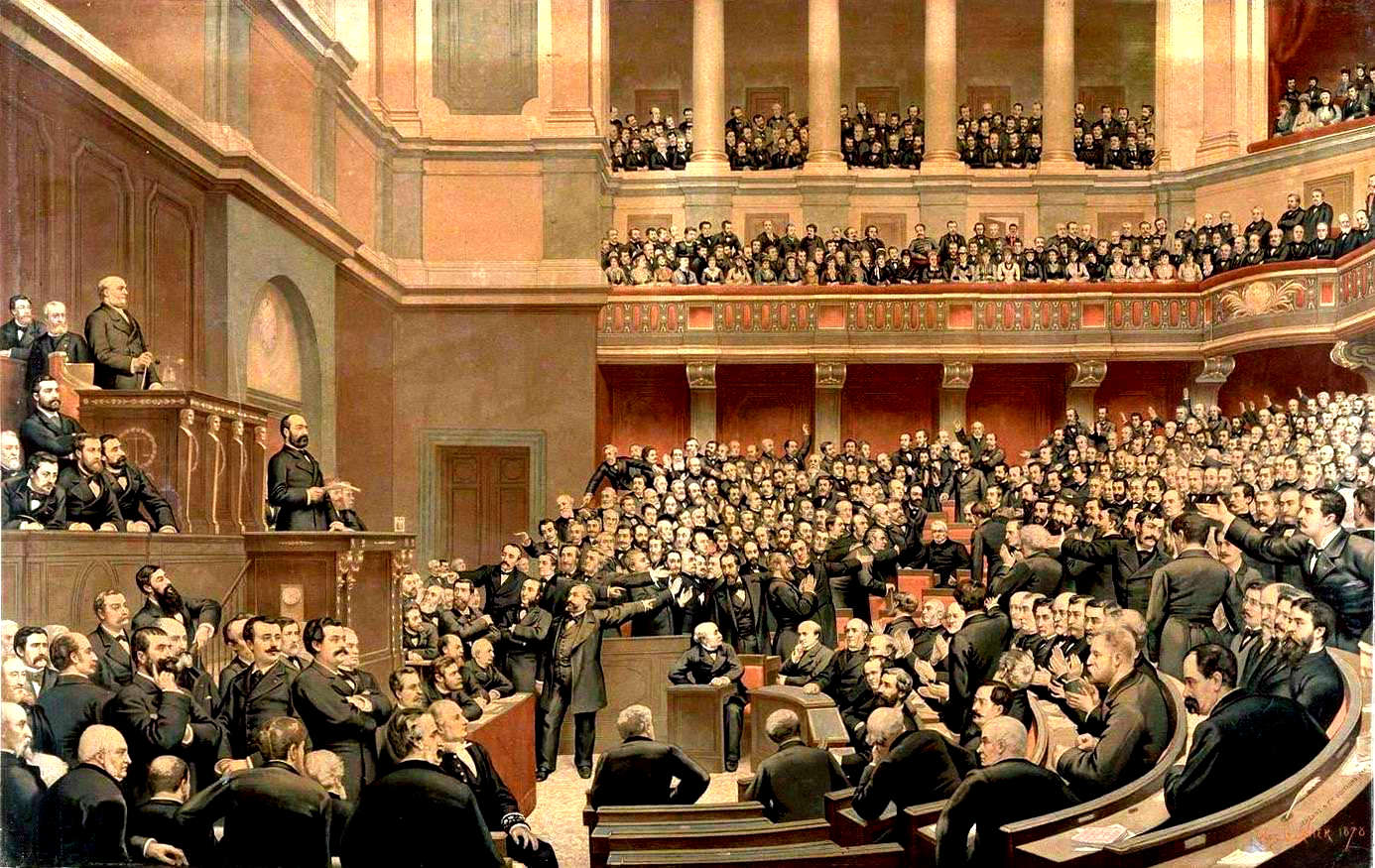
Jules Garnier, Le Libérateur du territoire, 1878 : la Chambre applaudissant Adolphe Thiers, dans l'actuelle salle du Congrès.

Au début de la Troisième République, l'emplacement de la cour du milieu (l'ancienne cour du Grand Escalier) et des deux bâtiments qui l'encadraient sert à la construction d'un hémicycle pour recevoir l'Assemblée nationale puis la Chambre des députés : c'est l'actuelle salle du Congrès, inaugurée en 1875 (le Sénat occupant alors la salle de l'opéra). Plusieurs salles voisines sont en conséquence aménagées pour accueillir les parlementaires, tels que bureaux, galerie, archives, salle du sceau, buvette, ainsi qu'un petit musée (le « musée des grandes heures du Parlement », inauguré en 1995, fermé en 2006). En 1879, les deux chambres déménagent à Paris, la salle de l'aile du Midi continuant à servir pour l'élection des présidents de la République jusqu'à 1953 (ceux de la Troisième et de la Quatrième Républiques), puis pour les réunions du Congrès.